# Phryganea meunieri
Phryganea meunieri is een fossiele soort schietmot uit de familie Phryganeidae.